# 北陸號列車
北陸號列車（日语：／ Hokukiru */?）是曾由日本国铁營運，後來由東日本旅客鐵道和西日本旅客鐵道營運的臥舖特急列車。東日本旅客鐵道時期，列車營運區間為东京上野站和金泽之間，經由宇都宮線（東北本線）、高崎線、上越線、信越本線和北陆本线，全程行駛距離僅517.4公里，為日本的臥鋪特急中最短的，行車時間耗時超過七小时。 本列車于2010年3月13日终止。

## 使用车辆

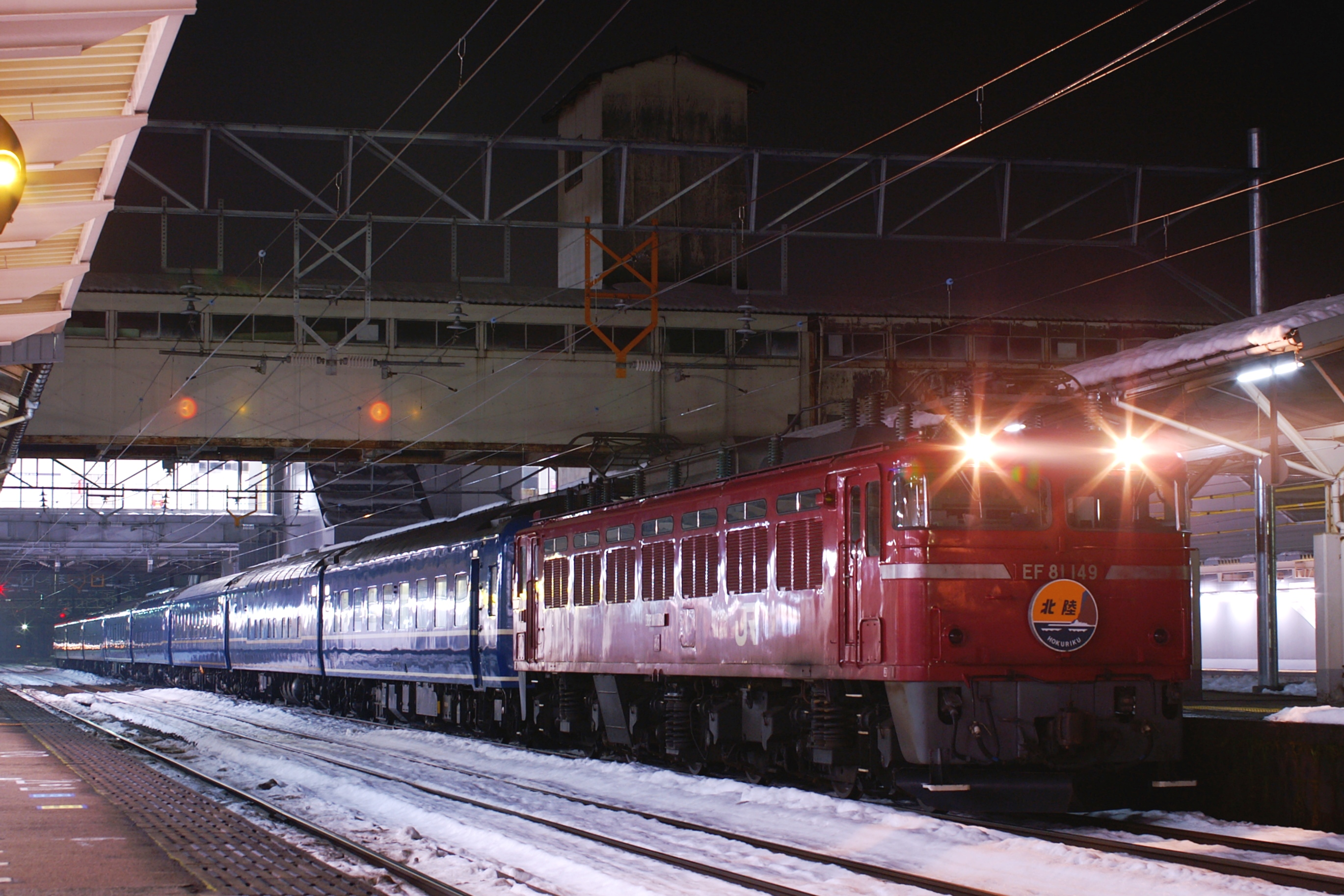
由EF81型電力機車牽引的下行北陸號駛過高冈站（攝於2010年1月）

列車使用14系卧车，基地為東日本旅客鐵道的东京尾久基地，一列車通常有8節車廂。火车由上野和长冈之间使用基地位於长冈的EF64-1000直流电力机车牵引，列车在長岡掉頭，长冈和金泽之间由基地位於长冈的EF81双电压机车牵引。 
停駛后，有些卧铺车被卖给了菲律宾国家铁路公司。

## 保存
最後一班上野開出的北陸號列車編組中的一輛車，展示在富士急行线下吉田站旁，掛著「富士」的車頭銘板。  